# Toropuku
Toropuku is een geslacht van hagedissen die behoren tot de gekko's en de familie Diplodactylidae. 

## Naam en indeling
De wetenschappelijke naam van de groep werd voor het eerst voorgesteld door Nielsen, Bauer, Jackman, Hitchmough & Daugherty in 2011. De geslachtsnaam Toropuku is een Maori-woord dat vrij vertaald 'geheim' of 'verborgen' betekent.
Toropuku stephensi was lange tijd de enige soort uit het monotypische geslacht Toropuku, tot in 2020 de soort Toropuku inexpectatus werd ontdekt.

## Uiterlijke kenmerken
De lichaamslengte van snuit tot cloaca is ongeveer acht centimeter, de staart wordt nog iets langer. Toropuku inexpectatus heeft een relatief langere staart dan Toropuku stephensi. De lichaamskleur is lichtbruin met lichtere strepen in de lengte.

## Verspreiding en habitat
De hagedissen komen endemisch voor in delen van Nieuw-Zeeland, ze leven hier op Noordereiland, meer specifiek het schiereiland Coromandel.

## Soorten
Het geslacht omvat de volgende soorten, met de auteur en het verspreidingsgebied.
| Naam                  | Auteur                           | Verspreidingsgebied                                                     |
| --------------------- | -------------------------------- | ----------------------------------------------------------------------- |
| Toropuku inexpectatus | Hitchmough, Nielsen, Bauer, 2020 | Nieuw-Zeeland (Noordereiland; Coromandel)                               |
| Toropuku stephensi    | Robb, 1980                       | Nieuw-Zeeland (Noordereiland; Coromandel, Stephens Island, Maud Island) |